# Doubleshot
Doubleshot est le quatrième roman original écrit par Raymond Benson mettant en scène James Bond, l'espion anglais créé par Ian Fleming. Il fut publié pour la première fois au Royaume-Uni en 2000 et n'a jamais été traduit en français. Doubleshot est le deuxième roman de la « trilogie du Syndicat ».
Le Syndicat est contacté par Domingo Espada, ancien matador et actuellement grande figure politique espagnole, afin d'avoir le soutien nécessaire à son opération : obtenir la rétrocession de Gibraltar. Bien que conscients des risques extrêmes que présente cette « mission suicide », Le Gérant, dirigeant du Syndicat, et ses commandants acceptent de relever le défi : d'un côté, ils regagneraient l'influence perdue lors de la perte de la formule du Revêtement 17 et, de l'autre, le Syndicat se vengerait du Royaume-Uni, à l'origine de cette humiliation.

## Résumé
À Casablanca, des membres d'une organisation criminelle, Le Syndicat, se retrouvent pour une réunion. Leur chef, Le Gérant, leur annonce qu'il a été contacté par Domingo Espada, un ex-matador, qui est à la tête d'une considérable mafia et, actuellement, une grande figure politique espagnole. Espada a fait appel à l'organisation pour une affaire audacieuse dont la cible est la Grande-Bretagne ; Le Gérant y voit également l'occasion de se venger des Britanniques et de 007 pour la perte de la formule du Revêtement 17 (voir Crime sur les cimes). 
Depuis son retour de l'Himalaya et la mort d'Helena Marksbury, environ deux mois plus tôt, James Bond est physiquement et mentalement très mal en point. Il a, entre autres, des maux de tête, des trous de mémoire, des évanouissements et des hallucinations. Il ressent une grande fatigue, a une lésion au lobe temporal et souffre de dépression. En sortant d'un restaurant où il a lu sur le papier de son biscuit chinois : « Rencontrer votre double signifie une mort certaine », Bond pense voir son double dans la rue et s'évanouit ; il se réveille dans son appartement sans savoir comment il y est arrivé. 
Bond décide de revenir au SIS pour poursuivre son enquête sur le Syndicat et la mort d'Helena bien que M souhaite qu'il reste à l'écart. Il trouve dans son bureau un étrange livre pornographique « Helena’s House of Pain » avec reçu d'un magasin de Soho nommé Adult News. Après que Bill Tanner l'eut informé que des partisans de Domingo Espada ont causé des troubles à la frontière entre l'Espagne et Gibraltar, Bond se rend à New Scotland Yard. Il y rencontre le Detective Inspector Stuart Howard afin d'avoir de plus amples informations sur l'enquête concernant la mort d'Helena. Il apprend que le propriétaire de l'immeuble où elle résidait, Michael Clayton, a un partenaire néerlandais, Walter van Breeschooten, et qu'il possède des magasins d'articles pornographiques à Soho. Peu avant de mourir, Helena lui avait dit que les deux hommes du Syndicat avec qui elle avait traité étaient l'un anglais et l'autre néerlandais.
Dans sa vaste propriété près de Marbella, Domingo Espada se trouve avec sa collaboratrice Margareta Piel, surnommée la « mante religieuse ». Peu avant de rencontrer un invité, il apprend que l'une de ses filles, Maria, sa préférée, s'est enfuie de la propriété. Espada reçoit son invité, Nadir Yassasin, connu comme « le stratège » du Syndicat ; celui-ci lui présente son plan et assure que, l'opération terminée, Gibraltar sera la propriété de l'Espagne, Espada le nouveau gouverneur, et que la mort du Premier ministre de la Grande-Bretagne et celle du gouverneur actuel seront effectives. Domingo engage ensuite un combat dans une arène avec un homme qui a aidé Maria à s'enfuir ; ils combattent comme si Espada était un torero et l'homme un taureau. Le duel se termine après qu'Espada a tué son adversaire.
Bond se rend à Soho et obtient à Adult News l'adresse du bureau de Walter van Breeschooten. Sur place, il apprend que ce dernier part à Tanger avec Clayton et surprend une conversation entre les deux hommes dont les propos confirment qu'ils font partie du Syndicat. 007 est surpris par un autre homme et fuit ; cependant Clayton et Breeschooten voulaient qu'il réussisse à s'enfuir indemne.
Bond informe M de sa découverte mais celle-ci ne veut toujours pas qu'il reprenne du service car il est trop mal en point et trop personnellement impliqué. 007 décide alors d'agir de sa propre initiative ; il subtilise un nouveau Walther P99 .40 S&W à la branche Q et réserve une place sur un vol en direction de Tanger. Avant de partir, il décide de rendre visite au Dr. Kimberley Feare, l'assistante du neurologue James Molony. Après avoir fait l'amour avec Kimberley, il perd de nouveau connaissance. Lorsqu'il reprend conscience, il est couvert de sang et découvre que Kimberley Feare a été égorgée d'une oreille à l'autre (la "marque" du Syndicat) et poignardée à plusieurs reprises.
La situation à la frontière entre l'Espagne et Gibraltar s'aggrave, les manifestants espagnols réclament la rétrocession de Gilbratar et deux bombes explosent faisant plusieurs victimes. Nadir Yassasin informe le Gérant que James Bond est parti au Maroc et qu'il va sûrement trouver la trace de Breeschooten et de Clayton ; tout se déroule comme ils l'avaient prévu. Par ailleurs, le Syndicat a également prévu de doubler Espada et de le tuer peu de temps après qu'il serait devenu le gouverneur de Gibraltar.
Arrivé à Tanger, Bond rend visite à Latif Reggab, ami et chef des locaux du SIS à Tanger. Latif Reggab lui dit qu'il pense connaître la véritable identité du Gérant, il s'appellerait en réalité Olivier Cesari. Reggab a aussi repéré un étrange camp dans les montagnes, entre les villages de Chefchaouen et Ketama. Sur des photos de ce camp récemment prises, Bond reconnaît Breeschooten et Clayton.
À Londres, Bill Tanner et M apprennent la mort du Dr. Feare et la disparition du Walther ; ils savent que 007 était sur les lieux dans les deux cas. À Ronda, Margareta Piel se rend dans un hôtel et y tue Maria ainsi que l'homme avec qui elle s'était enfuie, Roberto Rojo. 
Bond et Reggab se rendent au camp à la faveur de la nuit. En s'y infiltrant, 007 surprend Breeschooten et Clayton qui ont une conversation sur le QG du Syndicat à Casablanca. Il parvient à se retrouver seul avec Clayton et à obtenir l'adresse du QG avant de tuer Clayton. Cependant, Bond se fait repérer et s'enfuit avec Reggab. Sous les balles des poursuivants, leur véhicule se scratche ; Bond est capturé et Reggab tué.
Lorsque Bond reprend connaissance, il se trouve dans une rue de Tanger sans son P99 et se souvient qu'on lui a fait une piqûre. Il apprend par un journal que des terroristes ont pris le contrôle d'un ferry durant la nuit avant de tuer tous les touristes britanniques présents à bord ; ces terroristes auraient dit qu'ils le faisaient pour Domingo Espada et Gibraltar. Un dessin montre l'un des terroristes, celui-ci ressemble beaucoup à 007. Un policier prend Bond en chasse mais se fait tuer lorsqu'il s'apprête à le coincer, Bond n'arrive pas à découvrir le tireur et prend le train pour Casablanca. Au SIS, M et Tanner visionnent les images d'une caméra qui se trouvait sur le ferry, elles identifient les terroristes comme étant James Bond et des hommes du Syndicat ; un P99 a été retrouvé sur les lieux. M demande que l'on appréhende son agent.
Dans le train, Bond rencontre deux sœurs jumelles, Heidi et Hedy Taunt, et dîne avec elles lorsqu'il arrive à son hôtel à Casablanca. Bond se rend vers l'adresse qu'il a obtenue et voit Walter van Breeschooten dans une ruelle proche, il le tue. Dans les poches de Breeschooten, il trouve une carte de la province de Malaga, en Espagne, avec un lieu marqué d'une croix. Il y a aussi un billet pour une corrida où Domingo Espada fera un discours ; le matador en tête d'affiche est Javier Rojo, un ami de Bond et frère de Roberto Rojo. Alors qu'il est toujours dans la ruelle, le QG du Syndicat explose, la police arrive sur les lieux et prend Bond en chasse ; il parvient à leur échapper avec l'aide de Hedy.
Hedy et Bond rejoignent Heidi. Les deux sœurs lui expliquent qu'elles travaillent pour la CIA et qu'elles ont ordre de l'escorter à Londres pour le remettre au SIS. 007 explique la situation à M par téléphone et apprend qu'une réunion au sommet à propos de Gibraltar est prévue entre le Premier ministre de la Grande-Bretagne, Espada et le Premier ministre espagnol. M autorise Bond à poursuivre son enquête, il devra cependant être accompagné en permanence des sœurs Taunt. 
Domingo Espada reçoit Nadir Yassasin sur son yacht, l'homme du Syndicat annonce à Espada le nom de l'assassin qu'il a choisi, James Bond, et précise qu'il fait désormais partie du Syndicat. L'assassin accompagnera Espada à la réunion au sommet en tant que garde du corps, l'ex-matador sera également accompagné de Margareta et de l'un de ses hommes de main, Agustin. Yassasin sera présent, lui aussi, à la réunion ainsi qu'un Commandant du Syndicat nommé Jimmy Powers. 
Arrivé en Espagne, Bond rend visite à son vieil ami Javier Rojo ; celui-ci pense que c'est son manager, Espada, qui est responsable de la mort de son frère. 007 et Heidi demandent à Javier d'enquêter afin de trouver une preuve montrant qu'Espada est lié au Syndicat. Jimmy Powers, l'homme qui file Bond depuis quelques semaines, informe son organisation de cette rencontre.
Javier Rojo se rend à la propriété d'Espada et y croise Peredur Glyn, le double de James Bond. 007 assiste à la corrida, Margareta est assise à côté de lui. Rojo se fait tuer par le taureau après avoir été distrait par un banderillero. Margareta attire Bond jusqu'au banderillero, qui se révèle être Peredur Glyn, et l'assomme avant de le charger dans un véhicule. Les sœurs Taunt, ayant aperçu une partie de la scène, décident de les suivre.
Le véhicule s'arrête à la propriété d'Espada, Margareta amène Bond dans une pièce où se trouve une télévision montrant un dîner en direct dont les participants sont Espada, Yassasin, Agustin, Peredur (toujours présenté à Espada comme James Bond) et Margareta elle-même. Au cours du repas, Peredur explique à Espada les motivations qui lui ont fait quitter le SIS pour rejoindre le Syndicat. 007 apprend ainsi que Peredur a la tâche de tuer quelqu'un d'important. Il apprend aussi que toutes ces personnes seront présentes le lendemain à The Convent, la résidence officielle du gouverneur de Gibraltar. Hedy, qui a été capturée en infiltrant le domaine pendant que sa sœur restait en arrière, est amenée dans la salle. Espada l'offre à Peredur pour qu'il puisse en abuser sexuellement avant de s'en débarrasser.
Après le dîner, Margareta revient voir Bond avec Yassasin. Ils lui expliquent que Peredur a subi de la chirurgie pour lui ressembler ainsi qu'un lavage de cerveau. Ils lui expliquent également que le « faux James Bond » aura deux cibles principales durant la réunion au sommet : le gouverneur de Gibraltar et le Premier ministre de la Grande-Bretagne. Les autres membres seront retenus en otage, y compris les hommes du Syndicat, et Espada demandera la rétrocession de Gibraltar avec, pour lui-même, la fonction de gouverneur. Si le Premier ministre espagnol ne signait pas le pacte avec Espada, il mourrait aussi. La mort de Peredur Glyn est également prévue.
Margareta et Yassasin partent et laissent Bond avec son double et d'autres hommes qui ont pour mission de le tuer. Ces hommes poussent 007 dans l'arène et font entrer le taureau. Bond parvient à lutter jusqu’à ce que Heidi intervienne et lui lance un spray au poivre qu'il utilise contre le taureau. Elle est prise en chasse par les hommes pendant que Peredur entre dans l'arène pour tuer Bond. Heidi parvient à tuer ses poursuivants et Bond à tuer Glyn.
007 va voir Margareta en se faisant passer pour Peredur et lui dit qu'il a laissé Bond avec des hommes qui ont ordre de le tuer. Il lui fait aussi croire qu'il a tué Hedy avant de faire l'amour avec la « mante religieuse ». Hedy informe M de la situation.
Yassasin, Powers, Margareta, Bond, Espada, Agustin se retrouvent à The Convent pour la réunion au sommet. Margareta commence à avoir des doutes sur l'identité de l'homme qu'elle pensait être Glyn. Le gouverneur de Gibraltar et le Premier ministre de la Grande-Bretagne font leur apparition, ils sont accompagnés d'Hedy et de 001 ; Heidi est également présente dans la salle. Une fusillade éclate, Powers, Margareta, Espada, Agustin meurent et Yassasin est capturé vivant.
À Londres, James Molony retrouve Tanner et M et leur annonce que l'opération chirurgicale de la lésion au lobe temporal de Bond a été un succès. De mauvais médicaments étaient en partie responsables des maux dont souffrait Bond ; ils étaient fournis par l'infirmière de Molony qui a été arrêtée pour ses liens avec le Syndicat. À Marrakech, Le Gérant est bien décidé à se venger de Bond et du MI6.

## Personnages principaux
- James Bond
- M - sa confiance en 007 est mise à mal face au comportement de son agent.
- Domingo Espada - ex-matador de 62 ans, il est maintenant dans la politique. Il est connu dans la région comme El Padrino en raison de ses contacts avec des mafias et de ses nombreuses activités criminelles.
- Margareta Piel - travaillant pour Espada, elle est surnommée la "mante religieuse" ; à l'instar de l'insecte du même nom qui dévore le mâle après l'accouplement, elle tue les hommes après avoir passé la nuit avec eux. Elle aime les chevaux et envisage de trahir Espada et de rejoindre le Syndicat.
- Heidi et Hedy Taunt - deux sœurs jumelles travaillant pour la CIA. L'agence cache le fait qu'elles sont jumelles : officiellement elles sont connues comme l'agent Hillary Taunt.
- Peredur Glyn - l'un des meilleurs mercenaires du Syndicat, il a subi de la chirurgie pour ressembler à James Bond.
- Nadir Yassasin - stratège du Syndicat d'origine marocaine.
- Le Gérant - chef du Syndicat, né d'une mère berbère et d'un père français, il est aveugle. Son véritable nom serait Olivier Cesari.
- Latif Reggab - chef de la station du SIS à Tanger.
- Felix Leiter - il transmet à James Bond les quelques informations qu'il possède sur le Syndicat, mais il ne le rencontre pas de façon directe.
- Michael Clayton
- Walter van Breeschooten

## Historique de publication
- En Angleterre : La première édition avec couverture cartonnée de Doubleshot paraît au Royaume-Uni en avril 2000 aux éditions Hodder & Stoughton[2], puis en août de la même année, Coronet Books publie l'édition couverture souple du roman.
- Aux États-Unis : le roman paraît en juin 2000 aux éditions Putnam avec couverture cartonnée. La couverture souple sera publiée par Jove Books un an plus tard, soit en juin 2001[Note 1].
- En Italie : Doubleshot est traduit en italien par Andrea Carlo Cappi. Il est publié aux éditions Alacrán Edizioni sous le titre Doppio Gioco en 2007 [3],[4].

### The Union[5]Trilogy
En octobre 2008, l'édition américaine Pegasus Books a publié une compilation intitulée The Union Trilogy regroupant les trois 007 écrits par Benson dans lesquels figurent Le Syndicat, à savoir Crime sur les cimes, Doubleshot et Ne rêve jamais de mourir. Le recueil comporte aussi la première nouvelle de l'auteur à faire figurer James Bond, Le Spectre du passé, nouvelle qui n'avait jamais été éditée en anglais en version complète.

### Titres
Plusieurs titres ont été évoqués par Raymond Benson et les éditeurs pour le roman :
- Le nom du projet original était Doppelgänger.
- Reflections in a Broken Glass (reflets dans du verre brisé) a été envisagé par l'auteur, mais il ne s'en est finalement pas servi, que ce soit en tant que titre de roman ou de chapitre.
- Le titre final Doubleshot a été suggéré par l'éditeur américain du roman[7].